# Gracilibacteria
Gracilibacteria, auch Candidatus Gracilibacteria ist eine Verwandtschaftsgruppe (Klade) von Bakterien, die früher provisorisch als Candidate division  ACD80, GN02, BD1-5 oder SN-2 bezeichnet wurde. 
Die Gruppe wird von vielen Autoren mit den taxonomischen Rang eines Phylums (Stamm oder Abteilung, englisch division) betrachtet. 
Die Gracilibacteria bilden mit den Absconditabacteria, den Peregrinibacteria und anderen eine Klade (Gracilibacteria-Cluster) innerhalb der  CPR-Supergruppe (Candidate Phyla radiation, auch Patescibacteria genannt). 
Eine andere Bakteriengattung namens Gracilibacter und die sie enthaltende Familie Gracilibacteraceae sind kein Teil der hier behandelten Bakteriengruppe, sondern gehören zum nicht näher verwandten Phylum Bacillota (syn. Firmicutes).

## Forschungsgeschichte
Der erste Vertreter der Gracilibacteria wurde 1999 aus einer Sedimentprobe der Tiefsee geborgen. 
Die repräsentative 16S-rRNA-Sequenz wurde als „BD1-5“ (Probe BD1, Sequenz 5) bezeichnet.
Obwohl schon damals festgestellt wurde, dass sie eine geringe Sequenzidentität mit allen bis dato bekannten 16S-rRNA-Genen aufwies, wurde sie zunächst noch nicht als neues Phylum vorgeschlagen.
Im Jahr 2006 wurden Vertreter von Gracilibacteria aus einer hypersalinen mikrobiellen Matte aus Guerrero Negro (Baja California Sur, Mexiko) geborgen und als neues Phylum „GN02“ vorgeschlagen.
Im Jahr 2013 wurde für die neue Gruppe BD1-5/GN02 die Bezeichnung „Gracilibacteria“ gewählt.
Das erste Genom eines Vertreters der Gracilibacteria wurde noch zuvor im Jahr 2012 mit Hilfe kulturunabhängiger Metagenomtechniken aus einem mit Acetat versetzten Grundwasserleiter aus Rifle (Colorado), USA, gewonnen.
Genomanalysen deuten darauf hin, dass Mitglieder der Gracilibacteria einen begrenzten Stoffwechsel haben und wahrscheinlich Symbionten – etwa Epibionten oder Endosymbionten – sind. 
Mitglieder der Gracilibacteria verwenden einen alternativen Genetischen Code, bei dem das Basentriplett UGA für die Aminosäure Glycin anstelle eines Stoppcodons steht.

## Etymologie
Wie bei der (nicht zugehörigen oder verwandten Bakteriengattung Gracilibacter) leitet sich der erste Teil des Namens ab von lateinisch gracilis ‚schlank‘/‚grazil‘, der zweite von
altgriechisch βακτήριον baktērion, deutsch ‚Stäbchen‘ oder ‚Stab‘, gefolgt vom Suffix ‚-ia‘ für Bakterien-Supergruppen (streng genommen nur Klassen); Gracilibacteria bezeichnet also – in Anlehnung an die Zellform und -größe – eine große Gruppe (Klasse) kleiner (‚graziler‘) Stäbchen oder allgemeiner Bakterien.

## Systematik
Systematik gemäß der NCBI-Taxonomie mit Ergänzungen aus der Genome Taxonomy Database (GTDB) – Stand 6. Februar 2023 (Auswahl):
- Phylum Candidatus Gracilibacteria Rinke et al. 2013, mit Candidate division ACD80, Candidate division BD1-5 und Candidate division GN02
  - Gattung „Candidatus Altimarinus“ Rinke et al. 2013
    - Spezies „Candidatus Altimarinus pacificus“  Rinke et al. 2013
      - Stamm Candidatus Altimarinus pacificus JGI 0000068-E11 syn. PER bacterium JGI 0000068-E11 (sic!) oder Candidate division GN02 bacterium JGI 0000068-E11[11]

  - nicht näher klassifizierte Gracilibacteria
    - Spezies Candidatus Gracilibacteria bacterium CG17_big_fil_post_rev_8_21_14_2_50_48_13 syn. 1-14-2-50-48-13 sp002783265 (GTDB)[12][13]
      - Stamm CG17_big_fil_post_rev_8_21_14_2_50_48_13

    - Spezies Candidatus Gracilibacteria bacterium GN02-872 syn. GN02-872 sp003260325 (GTDB)[14]
      - Isolat GN02-872[15]

    - Spezies Candidatus Gracilibacteria bacterium GN02-873 syn. GN02-873 sp003260345 (GTDB)[16]
      - Isolat GN02-873[17]

  - nicht kultivierte Ca. Gracilibacteria bzw. Mitglieder von BD1-5
    - Spezies JAGOOR01 sp017992415 (GTDB)[18]
      - Isolat Gw_Eff_bin_215[19]

    - Spezies UBA2023 sp002335145 (GTDB) syn. Patescibacteria group bacterium UBA2023[A 5][20][21]
      - Isolat UBA2023

    - Spezies UBA6164 sp002422305 (GTDB) syn. Patescibacteria group bacterium UBA6164[A 5][22][23]
      - Isolat UBA6164

    - Spezies 2-02-FULL-48-14 sp001787475 (GTDB) syn. Ca. Peregrinibacteria bacterium RIFCSPLOWO2_01_FULL_48_20[A 6][24][25]
      - Isolat RIFCSPLOWO2_01_FULL_48_20

    - Spezies CAIRYL01 sp903882825 (GTDB)[A 7][26]
      - Isolat KTt_bin-1341[27][28]

    - ohne Artzuweisung
      - Uncultured Candidatus Gracilibacteria bacterium clone 11_23_10XMC09_BD1-5_1[29]

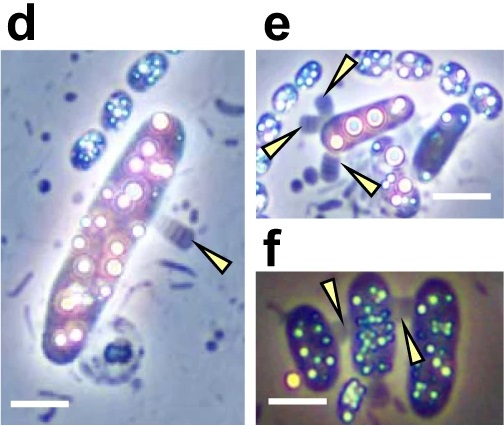
Mikroskopische Aufnahme von anoxygenen photosynthetischen Bakterien, die von epibiontischen Vampirococcus-Zellen (Absconditabacteria) und Filamenten aus wenigen Zellen infiziert sind (gelbe Pfeile). Balken: 1 µm.

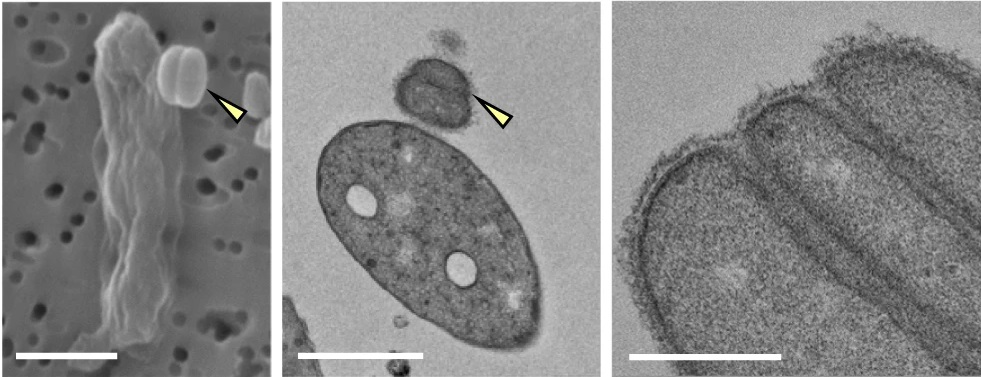
Links: REM-Aufnahme einer Wirtszelle, die von zwei gestapelten Vampirococcus-Zellen infiziert wurde (gelber Pfeil). Mitte: TEM-Aufnahme eines Dünnschnitts infizierten Wirtszelle (gelber Pfeil). Rechts: Nähere TEM-Ansicht eines Dünnschliffs mit faseriger, zerklüfteter Zelloberfläche und großem Zwischenraum zwischen zusammenhängenden Zellen. Balken: 1 µm (links & mittig); 0,5 µm (rechts).

In der List of Prokaryotic names with Standing in Nomenclature (LPSN) umfasst das Phylum Ca. Gracilibacteria auch die Ordnung Ca. Absconditabacterales" (d. h. die Absconditabacteria) (daneben führt die LPSN das leere Phylum Absconditabacteria).
 
Außerdem listet die LPSN das Phylum Ca. Peregrinibacteria.
In der Genome Taxonomy Database (GTDB) zerfallen die Gracilibacteria/BD1-5 faktisch in zwei Teile. 
Das Phylum Patescibacteria umfasst dort u. a. (als dem Gracilibacteria-Cluster zuzurechnende Gruppen):
- die Klasse Gracilibacteria mit der Ordnung Peribacterales (d. h. die Peregrinibacteria[32][33]), sowie den Ordnungen 1-14-2-50-48-13, CAIRYL01, GCA-2401425, JAHISY01, RBG-16-42-10, UBA1369, UBA4473 und UM-FlLTER-43-11.
- die Klasse JAEDAM01 mit der Ordnung Absconditabacterales (d. h. die Absconditabacteria) sowie der Ordnung BD1-5, letztere gliedert sich in drei Familien JAG00R01, UBA2023 und UBA6164.